# Virginia Slims of Hawaii 1973
Il Virginia Slims of Hawaii 1973 è stato un torneo di tennis giocato sul cemento. È stata la 1ª edizione del torneo, che fa parte del Virginia Slims Circuit 1973. Si è giocato a Honolulu negli USA, dal 23 al 27 ottobre 1973.

## Campionesse

### Singolare
Billie Jean King ha battuto in finale  Helen Gourlay con il punteggio di 6–1, 6–1

### Doppio
Kerry Harris /  Kerry Reid hanno battuto in finale  Helen Gourlay /  Karen Krantzcke con il punteggio di 6–3, 3–6, 6–3